# Пелемеш (село)
Пелемеш (тат. Пеләмеш) — село в Агрызском районе Республики Татарстан. Входит в состав Бимского сельского поселения.

## География
Расположено в 76,5 км по автодорогам к юго-востоку от центра Агрыза, на речке Малый Пелемеш. Расстояние до центра поселения, села Бима, составляет 5 км по автодорогам на юго-восток. Постановлением Кабинета Министров Республики Татарстан входит в перечень населённых пунктов, находящихся в отдалённых или труднодоступных местностях.

## История
Деревня основана в начале XVIII века, упоминается в документах 1723 года. В 1762 году в деревне было 24 жителя мужского пола.
В «Списке населённых мест Российской империи», изданном в 1876 году, населённый пункт упомянут как казённая деревня Пелемыш 2-го стана Елабужского уезда Вятской губернии, при ключе Пелемыше, расположенная в 85 верстах от уездного города Елабуга. Здесь насчитывался 21 двор и проживало 136 человек (64 мужчины и 72 женщины).
В 1887 году в деревне Пелемеш Пелемешского сельского общества Бимской волости проживало 267 тептярей из марийцев в 41 дворе (140 мужчин и 127 женщин). Земельный надел деревни составлял 362,7 десятины земли. У жителей имелось 119 лошадей, 106 коров и 322 единицы мелкого скота (овец, свиней и коз); 19 человек занимались местными промыслами (в том числе 15 пильщиков), 13 — отхожими промыслами (в том числе 11 извозчиков). Было 4 грамотных и 1 учащийся, имелась мельница.
В 1905 году в деревне Пелемеш Пьяноборской волости Елабужского уезда проживало 422 человека (216 мужчин, 206 женщин) в 62 дворах.
В 1921 году открылась начальная школа (здание для неё построено в 1925 году).
С конца 1921 года село было в составе Агрызского, с 1924 года — Елабужского кантона ТАССР, с 1928 года — в Челнинском кантоне. С 10 августа 1930 года — в Красноборском районе, с 28 октября 1960 года — в Агрызском районе (с 1 февраля 1963 года по 4 марта 1964 года — в Елабужском сельском районе). В 1948 году — центр Пелемешского сельсовета.
В 1928 году здесь организован колхоз «Уйлыш», который в 1961 году вошёл в состав колхоза «Мариец» села Бима, ставшего колхозом «Россия». В 1989 году из этого колхоза выделился колхоз «Новая жизнь», с 1995 года — коллективное предприятие «Пелемеш».
В 1995 году школа преобразована в начальную школу — детский сад.
В 1990-х годах организован ансамбль «Ош Вис-Вис». В 2014 году в селе открыт многофункциональный центр: клуб, библиотека, фельдшерско-акушерский пункт.

## Население
По переписи 2010 года в селе проживало 392 человека (186 мужчин, 206 женщин).
| 1859 | 1887 | 1905 | 1920 | 1926 | 1938 | 1949 | 1958 | 1970 | 1989 | 2002 | 2010 |
| ---- | ---- | ---- | ---- | ---- | ---- | ---- | ---- | ---- | ---- | ---- | ---- |
| 136  | 267  | 422  | 393  | 450  | 569  | 460  | 505  | 536  | 396  | 415  | 392  |

Национальный состав
Согласно результатам переписи 2002 года, в национальной структуре населения марийцы составили 98 %.

## Инфраструктура и улицы
В селе действуют начальная школа — детский сад, сельский клуб, ФАП, библиотека, несколько магазинов, есть кладбище. Люди работают в отделении «Пелемеш» ООО «Агрофирма «Ак Барс – Агрыз» (действуют две фермы КРС, зерноток и машинно-тракторный парк). В селе 4 улицы.